# Колібрі-самоцвіт зелений
Колі́брі-самоцві́т зелений (Lampornis sybillae) — вид серпокрильцеподібних птахів родини колібрієвих (Trochilidae). Мешкає в Гондурасі і Нікарагуа.

## Опис

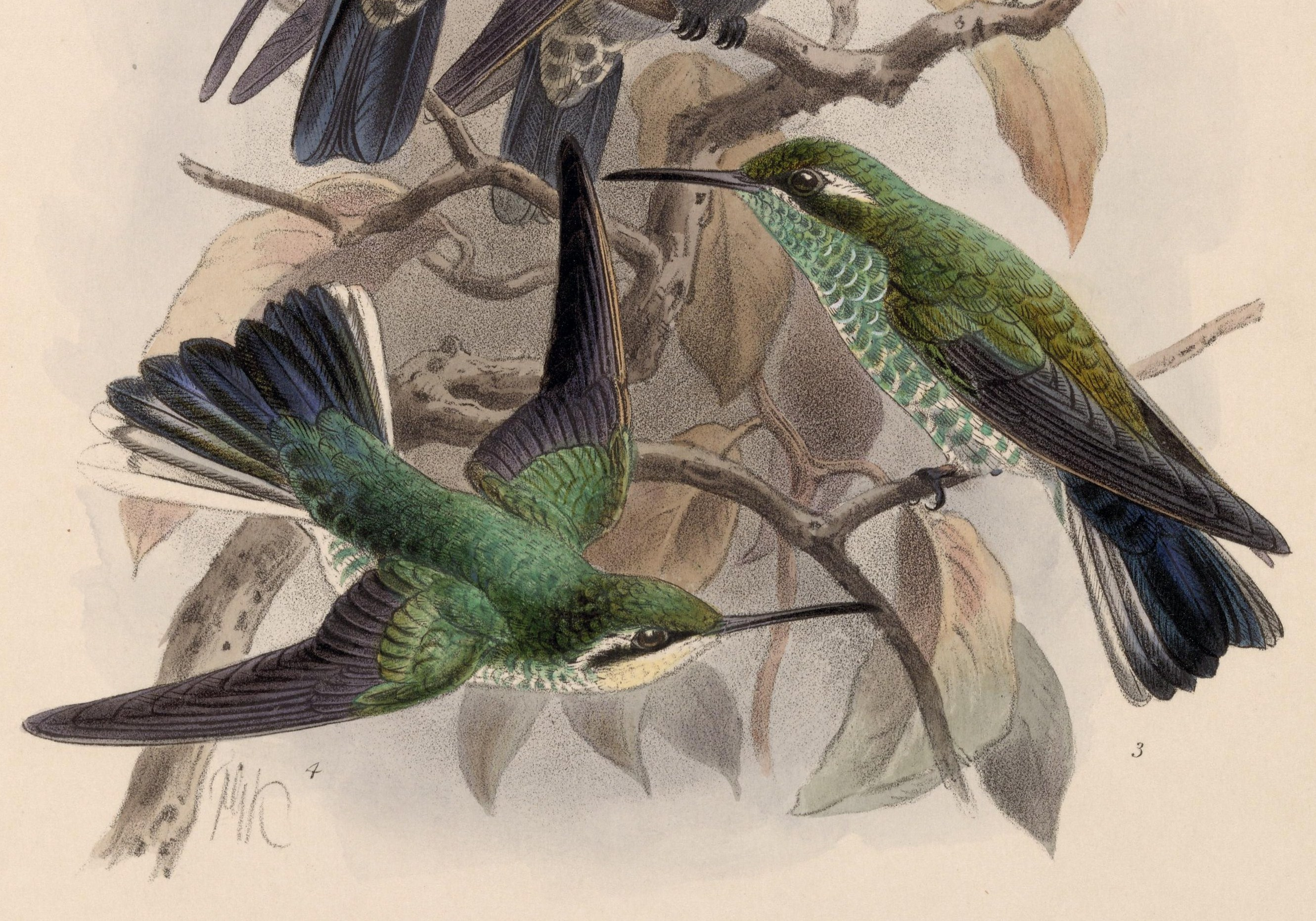
Зелені колібрі-самоцвіти

Довжина птаха становить 10-12 см, самці важать 5,2-7,3 г, самиці 4,3-6 г. Самці мають переважно трав'янисто-зелене забарвлення з металевим відблиском, надхвістя у них бронзове, верхні покривні пера хвоста чорні. Пера на нижній частині тіла мають білі або сірувато-білі краї. За очима білі смуги, щоки трав'янисто-зелені з металевим відблиском, під ними є білі смуги. Нижня частина живота, гузка і стегна білі. Центральні нижні покривні пера хвоста зелені з білими краями, крайні — темно-сірі з широкими білими краями. Хвіст відносно довгий і широкий, легко роздвоєний. Центральні стернові пера сірувато-чорні, решта стернових пер блідо-сірі або сірувато-білі з темними краями. Дзьоб середньої довжини, прямий, чорний.
У самиць підборіддя і горло охристі, нижня частина тіла сірувато-біла, груди з боків мають металевий зелений відблиск. Дві крайні пари стернові пера білі або сірувато-білі з темно-сірою смугою на кінці, темні краї у них відсутні. У деяких самиць верхня сторона центральних стернових пер має зелений відблиск. Забарвлення молодих птахів є подібне до забарвлення самиць, однак горло у них поцятковане темно-зеленими плямками, пера на верхній частині тіла мають охристі кінчики.

## Поширення і екологія
Зелені колібрі-самоцвіти мешкають в центральному і східному Гондурасі та на північному заході Нікарагуа. Вони живуть в гірських сосново-дубових і вічнозелених тропічних лісах, на узліссях та в нижній частині вологих гірських тропічних лісів. Зустрічаються на висоті від 750 до 2400 м над рівнем моря, переважно на висоті від 1400 до 2200 м над рівнем моря. Живляться нектаром різноманітних квітучих рослин, а також дрібними безхребетними.